# Giuseppe Grixoni
Giuseppe Michele Grixoni, né le 19 avril 1805 à Ozieri et mort le 5 janvier 1884 à Livourne, est un homme politique sarde.